# جيمس تشين مودي
جيمس تشين مودي (بالإنجليزية: James Chin Moody)‏ هو مسير أعمال أسترالي، ولد في 1976.